# Волайовиці
Волайовиці (пол. Wołajowice) — село в Польщі, у гміні Грубешів Грубешівського повіту Люблінського воєводства. Населення — 191 особа (2011).

## Історія
За даними етнографічної експедиції 1869—1870 років під керівництвом Павла Чубинського, у селі проживали греко-католики, які розмовляли українською мовою.
У 1975—1998 роках село належало до Замойського воєводства.

## Демографія
Демографічна структура станом на 31 березня 2011 року:
|          | Загалом | Допрацездатний вік | Працездатний вік | Постпрацездатний вік |
| -------- | ------- | ------------------ | ---------------- | -------------------- |
| Чоловіки | 85      | 13                 | 65               | 7                    |
| Жінки    | 106     | 17                 | 63               | 26                   |
| Разом    | 191     | 30                 | 128              | 33                   |